# Vámos
Vámos är en ort i Grekland.   Den ligger i prefekturen Nomós Chaniás och regionen Kreta, i den södra delen av landet, 290 km söder om huvudstaden Aten. Vámos ligger 225 meter över havet och antalet invånare är 569.
Terrängen runt Vámos är varierad.Runt Vámos är det ganska glesbefolkat, med 42 invånare per kvadratkilometer. Närmaste större samhälle är Chania, 19,4 km nordväst om Vámos. 